# Pseudomphala
Pseudomphala is een geslacht van weekdieren uit de klasse van de Gastropoda (slakken).

## Soort
- Pseudomphala latericea (H. & A. Adams, 1863)